# Phytansäure
Phytansäure ist eine natürlich vorkommende Minorfettsäure aus der Gruppe der Alkansäuren. Es handelt sich um eine langkettige methyl-verzweigte und gesättigte Fettsäure. Sie besitzt eine diterpenoide Struktur und ist ein Isoprenlipid sowie ein Isomer der Arachinsäure.

## Vorkommen
In Wiederkäuern entsteht sie als Abbauprodukt von Chlorophyll und wird vom Mensch mit dem Verzehr von Fleisch und Milchprodukten aufgenommen. Sie kommt aber auch in Tierfetten, Fisch und Meeresfrüchten vor. Eine (seltene) Stoffwechselstörung von Menschen, die Phytansäure nicht abbauen können, ist das Refsum-Syndrom. Der durchschnittliche Wert im Blutplasma liegt um 1–2 mg/l.

## Biologie
Menschen synthetisieren keine Phytansäure, sondern nehmen Phytansäure in der Nahrung auf. Phytansäure wird in den Peroxisomen der Zellen mittels der α-Oxidation abgebaut. Da die Säure eine Methylgruppe an ihrem dritten C-Atom (Cβ) trägt, ist eine β-Oxidation nicht möglich. Durch α-Oxidation wird sie zu Pristansäure, dadurch weiter metabolisierbar, d. h. diese kann nun weiter durch β-Oxidation abgebaut werden.
Phytansäure agiert als PPAR-Rezeptoragonist und ist daher in der Lage, in den Glucosemetabolismus einzugreifen.
Aus pflanzlichem Chlorophyll entstehende Phytansäure hat mehrere Methylseitenketten.
Aus diesem Grund entstehen beim Abbau 3C Propionyl-CoA sowie drei 2C Acetyl-CoA und ein Isobutyryl-CoA.

## Verwendung
Dadurch, dass grasfressende Kühe mehr Phytansäure in der Milch haben, besteht die Möglichkeit, über den Phytansäuregehalt von Milchprodukten eine Aussage über die Viehhaltung zu treffen und so Produkte von Tieren mit Grünfütterung oder in Weidehaltung von anderen zu unterscheiden. Auch bei Produkten aus
organischem Anbau mit entsprechender Fütterung verändert sich deshalb die Zusammensetzung der Milch entsprechend.

## Analytik
Geringe Mengen von Phytansäure können mit der Gaschromatographie nachgewiesen werden.